# Shanghai Challenger 2023
Lo Shanghai Challenger 2023 è stato un torneo maschile di tennis professionistico giocato sul cemento. È stata la 10ª edizione del torneo, facente parte della categoria Challenger 100 nell'ambito dell'ATP Challenger Tour 2023. Si è giocato a Shanghai, in Cina, dal 4 al 10 settembre 2023.

## Partecipanti

### Teste di serie
| Nazionalità   | Giocatore             | Ranking* | Testa di serie |
| ------------- | --------------------- | -------- | -------------- |
| Australia     | Christopher O'Connell | 69       | 1              |
| Giappone      | Yosuke Watanuki       | 85       | 2              |
| Australia     | Marc Polmans          | 174      | 3              |
| Cina          | Shang Juncheng        | 178      | 4              |
| Taipei cinese | Wu Tung-lin           | 188      | 5              |
| Cina          | Bu Yunchaokete        | 214      | 6              |
| Francia       | Térence Atmane        | 218      | 7              |
| Giappone      | Rio Noguchi           | 251      | 8              |

* Ranking al 28 agosto 2023.

### Altri partecipanti
I seguenti giocatori hanno ricevuto una wild card per il tabellone principale:
- Liu Hanyi
- Sun Fajing
- Te Rigele

Il seguente giocatore è entrato in tabellone come special exempt:
- Mikalai Haliak

Il seguente giocatore è entrato in tabellone come alternate:
- Mukund Sasikumar

I seguenti giocatori sono passati dalle qualificazioni:
- Bai Yan
- Nick Chappell
- Arjun Kadhe
- Mu Tao
- Alafia Ayeni
- Lý Hoàng Nam

Il seguente giocatore è entrato in tabellone come lucky loser:
- Robert Strombachs

## Punti e montepremi
| Torneo    | Torneo              | V      | F      | SF    | QF    | 2T    | 1T    | Q | Q2  | Q1  |
| Singolare | Punti               | 100    | 60     | 36    | 20    | 9     | 0     | 5 | 2   | 0   |
| Singolare | Premi in denaro ($) | 17,650 | 10,380 | 6,140 | 3,570 | 2,105 | 1,270 | – | 635 | 320 |
| Doppio    | Punti               | 100    | 60     | 36    | 20    | –     | 0     | – | –   | –   |
| Doppio    | Premi in denaro ($) | 7,590  | 4,400  | 2,645 | 1,570 | –     | 880   | – | –   | –   |

## Campioni

### Singolare
Christopher O'Connell ha sconfitto in finale  Yosuke Watanuki con il punteggio di 6–3, 7–5.

### Doppio
Alex Bolt /  Luke Saville hanno sconfitto in finale  Bu Yunchaokete /  Te Rigele con il punteggio di 4–6, 6–3, [11–9].